# Ананко, Евгений Павлович
Евгений Павлович Ананко (укр. Євген Павлович Ананко; род. 23 февраля 1958, Красное, Черниговская область) — украинский политик. Депутат Верховной рады Украины III созыва (1998—2002). Являлся членом Партии регионов. Кандидат экономических наук (1988).

## Биография
Родился 23 февраля 1958 года в селе Красное Черниговского района Черниговской области в семье колхозников. Украинец по происхождению.
С 1975 по 1976 год работал слесарем на черниговском предприятии «Химволокно». После этого в течение двух лет прошёл срочную служу в советской армии. Демобилизовавшись в 1987 году, поступил в Киевский государственный университет имени Т. Г. Шевченко, который окончил в 1983 году по специальности «экономист».
С 1983 по 1985 года — ассистент Днепропетровского института инженерного железнодорожного транспорта. С 1985 по 1992 года — аспирант, ассистент Киевский университета имени Т. Г. Шевченко. Защитил кандидатскую диссертацию по теме «Развитие отношений коллективизма в процессе перестройки хозрасчётного механизма управления связями предприятий» в 1988 году. В 1992 году стал президентом страховой компании «Алькона» в Киеве. В декабре 1995 года стал председателем правления агентства безопасности «Зевс».
На парламентских выборах 1998 года стал народным депутатом Украины по 206 округу (Черниговская область). Первые три месяца в парламенте оставался внефракционным депутатом, а в марте 2001 года присоединился к группе «Солидарность». Входил в комитет по вопросам финансов и банковской деятельности. На следующих парламентских выборах 2002 года вновь баллотировался в парламент. На момент выборов являлся членом Партии регионов и выдвигался от избирательного блока «За единую Украину!». По итогам выборов занял третье место, набрав 10 % голосов избирателей, тем самым не пройдя в Верховную раду.
Является почётным членом совета общества «Черниговское землячество».